# Andra eskadern
Andra eskadern (2. eskadern) var en eskader inom svenska marinen som verkade i olika former åren 1951–1961. Förbandsledningen var krigsplacerad i Södertörnsbasen på Märsgarn.

## Historik
Andra eskadern blev 1951 namnet på förutvarande Sjökrigsskoleavdelningen och var ett grundutbildningsförband inom Kustflottan. Krigsförbandet andra eskadern sattes också det upp 1951. Eskadern utformades på grundval av internationella krigserfarenheter och som resultat av kommendör Helge Strömbäcks teknisk-taktiska utredning 1942. Enligt denna skulle Kustflottans operativa anfallsförband efter kriget bestå av tre snabba (30 knop) operationsgrupper, senare benämnda eskadrar, vardera bestående av en kryssare, fyra större jagare och sex stora motortorpedbåtar samtliga av nya typer. Eskadern skulle ersätta de tidigare pansarskepps- och jagardivisionerna som huvudstridsförband inom Kustflottan.
Två lätta kryssare typ Tre Kronor och två så kallade landskapsjagare typ Öland befann sig redan under byggnad som resultat av försvarsbeslutet 1942. Efter kriget fattades beslut om att inte bygga den tredje kryssaren, utan denna skulle i stället ersättas av fyra större så kallade ”pansarjagare”. Någon beställning av sådana fartyg gjordes dock aldrig. Däremot beställdes först två landskapsjagare typ Halland sedan fyra landskapsjagare typ Östergötland och slutligen ytterligare två landskapsjagare typ Halland (varav de två sista avbeställdes till följd av försvarsbeslutet 1958) och dessutom tolv torpedbåtar typ Plejad. Det faktiska antalet levererade fartyg innebar därmed att den tredje eskadern aldrig kunde utrustas som avsetts, utan den kom i stället att för en period utgöras av befintliga krigsförband avsedda för Västkustens marinkommando (MKV).
Med början 1948 prövades den nya eskadertaktiken med en ny kryssare, två nya landskapsjagare, äldre stadsjagare och befintliga motortorpedbåtar. Först 1956 hade tillräckligt antal fartyg av rätt typ levererats för att medge övning i en komplett eskader enligt plan. År 1959 hade totalt två kryssare, åtta landskapsjagare och tolv torpedbåtar levererats och förbandssatts. Redan 1956 infördes dock den nya organisationen jagarflottiljen vilken kom att ersätta eskadern. Till följd av försvarsbeslutet 1958 avvecklades såväl grundutbildnings- som krigsförbandet 1961. Grundutbildningsförbandets uppgifter övertogs 1961 av 1. fregattflottiljen. Krigsförbandets uppgifter övertogs av Andra jagarflottiljen.

## Uppgifter
Eskadern kunde lösa följande marina företagstyper (sjömilitära uppgifter):

- Anfallsföretag
- Ubåtsjaktföretag
- Mineringsföretag
- Eskortföretag
- Spaningsföretag

## Materiel vid förbandet
Huvudstridsmedel var tung (53 cm) torped, medelsvårt (15 och 12 cm) och lätt (40 och 57 mm) allmålsartilleri, antiubåtsraketer och anitubåtsgranater, sjunkbomber samt minor.

## Ingående enheter
Eskaderstaben bestod av eskaderchef, eskaderadjutanter, eskaderingenjör. Staben var sjögående med placering ombord på kryssaren. Förbanden bemannades av värnpliktig personal från hela Sverige, men med koncentration till Mälardalen och Sydsverige.

### Fredsorganisationen
- Chefen Andra eskadern med stab ingick som del i Kustflottan
  - HMS Göta Lejon (1951), HMS Gotland (1952–1954), HMS Älvsnabben (1954–1961)
- 3. jagardivisionen (1951–1954): två jagare, 1. fregattdivisionen (1954–1961): två kustjagare

### Krigsorganisationen
| Åren 1951–1958 - Chefen andra eskadern med stab - HMS Tre Kronor - Dessutom normalt en jagardivision, till exempel 2. jagardivisionen: - J 17 HMS Uppland - J 12 HMS Sundsvall - J 14 HMS Kalmar - Samt en division motortorpedbåtar, till exempel 2. motortorpedbåtsdivisionen: - 5x motortorpedbåtar typ T26. | Åren 1958–1961 - Chefen andra eskadern med stab - HMS Tre Kronor - Andra jagarflottiljen |

## Förläggningar och övningsplatser
Andra eskadern var i krigsorganisationen baserad i Södertörnsbasen (SörB) Ostkustens marinkommando (MKO) som del i Kustflottan.

## Förbandschefer
Förbandschefen titulerades eskaderchef och hade tjänstegraden kommendör. Som eskaderchef under sommaren (när eskadern var rustad) tjänstgjorde normalt chefen för Sjökrigsskolan.

- 1951: Kommendör Gustaf Tham
- 1952: Kommendör Gustaf Tham
- 1953: Kommendör Gustaf Tham
- 1954: Kommendör Sven Hermelin
- 1955: Kommendör Stig Bergelin
- 1956: Kommendör Sven Hermelin
- 1957: Kommendör Sven Hermelin
- 1958: Kommendör Willy Edenberg

## Namn, beteckning och förläggningsort
| Andra eskadern | 1951-??-?? | – | 1961-??-?? |

| 2. eskadern | 1951-??-?? | – | 1961-??-?? |

| Södertörnsbasen | 1951-??-?? | – | 1961-??-?? |